# Baraeus gracilentus
Baraeus gracilentus är en skalbaggsart som beskrevs av Stefan von Breuning 1939. Baraeus gracilentus ingår i släktet Baraeus och familjen långhorningar. Inga underarter finns listade.